# Coupe d'Albanie de football
 (décembre 2024).
Si vous disposez d'ouvrages ou d'articles de référence ou si vous connaissez des sites web de qualité traitant du thème abordé ici, merci de compléter l'article en donnant les références utiles à sa vérifiabilité et en les liant à la section « Notes et références ».
 (décembre 2024).
La mise en forme du texte ne suit pas les recommandations de Wikipédia : il faut le « wikifier ».
Les points d'amélioration suivants sont les cas les plus fréquents. Le détail des points à revoir est peut-être précisé sur la page de discussion.
- Les titres sont pré-formatés par le logiciel. Ils ne sont ni en capitales, ni en gras.
- Le texte ne doit pas être écrit en capitales (les noms de famille non plus), ni en gras, ni en italique, ni en « petit »…
- Le gras n'est utilisé que pour surligner le titre de l'article dans l'introduction, une seule fois.
- L'italique est rarement utilisé : mots en langue étrangère, titres d'œuvres, noms de bateaux, etc.
- Les citations ne sont pas en italique mais en corps de texte normal. Elles sont entourées par des guillemets français : « et ».
- Les listes à puces sont à éviter, des paragraphes rédigés étant largement préférés. Les tableaux sont à réserver à la présentation de données structurées (résultats, etc.).
- Les appels de note de bas de page (petits chiffres en exposant, introduits par l'outil «  Source ») sont à placer entre la fin de phrase et le point final[comme ça].
- Les liens internes (vers d'autres articles de Wikipédia) sont à choisir avec parcimonie. Créez des liens vers des articles approfondissant le sujet. Les termes génériques sans rapport avec le sujet sont à éviter, ainsi que les répétitions de liens vers un même terme.
- Les liens externes sont à placer uniquement dans une section « Liens externes », à la fin de l'article. Ces liens sont à choisir avec parcimonie suivant les règles définies. Si un lien sert de source à l'article, son insertion dans le texte est à faire par les notes de bas de page.
- La présentation des références doit suivre les conventions bibliographiques. Il est recommandé d'utiliser les modèles {{Ouvrage}}, {{Chapitre}}, {{Article}}, {{Lien web}} et/ou {{Bibliographie}}. Le mode d'édition visuel peut mettre en forme automatiquement les références.
- Insérer une infobox (cadre d'informations à droite) n'est pas obligatoire pour parachever la mise en page.

Pour une aide détaillée, merci de consulter Aide:Wikification.
Si vous pensez que ces points ont été résolus, vous pouvez retirer ce bandeau et améliorer la mise en forme d'un autre article.

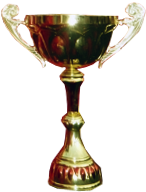
Trophée (2009).

La Coupe d'Albanie de football est une compétition annuelle de football disputée entre les clubs albanais depuis 1939. C'est une compétition à élimination directe.

## Histoire
Cette compétition a vu le jour en 1939.

## Palmarès

### Finales
- Certaines finales se sont jouées en matchs aller-retour.
- Les finales des saisons 1948, 1949 et 1953 se sont jouées au début de l'année suivante.

| Date                                                                     | Vainqueur             | Finaliste             | Score      | Lieu                |          |
| 1939                                                                     | SK Tirana             | -                     | -          |                     | *        |
| pas de Coupe entre 1940 et 1947, en raison de la Seconde Guerre mondiale |                       |                       |            |                     |          |
| 26 février 1949                                                          | KF Partizan Tirana    | KS 17 Nëntori Tirana  | 5 - 2      | Tirana              |          |
| 8 janvier 1950                                                           | KF Partizan Tirana    | SK Tirana             | 1 - 0      | Tirana              |          |
| 29 novembre 1950                                                         | KS Dinamo Tirana      | KF Partizan Tirana    | 2 - 1      | Tirana              |          |
| 1951                                                                     | KS Dinamo Tirana      | KF Partizan Tirana    | 3 - 2      | Tirana              |          |
| 19 octobre 1952                                                          | KS Dinamo Tirana      | Puna Tirana           | 4 - 1      | Tirana              |          |
| 17 janvier 1954                                                          | KS Dinamo Tirana      | KF Partizan Tirana    | 2 - 0      | Tirana              |          |
| 7 novembre 1954                                                          | KS Dinamo Tirana      | KF Partizan Tirana    | 2 - 1      | Tirana              |          |
| pas de Coupe en 1955                                                     |                       |                       |            |                     |          |
| pas de Coupe en 1956                                                     |                       |                       |            |                     |          |
| 3 novembre 1957                                                          | KF Partizan Tirana    | KS Teuta Durrës       | 2 - 0      | Tirana              |          |
| 7 novembre 1958                                                          | KF Partizan Tirana    | Skënderbeu Korçë      | 4 - 0      | Tirana              |          |
| pas de Coupe en 1959                                                     |                       |                       |            |                     |          |
| 1960                                                                     | KS Dinamo Tirana      | KS Flamurtari Vlorë   | 1 - 0      | Vlorë               |          |
| 1960                                                                     | KS Dinamo Tirana      | KS Flamurtari Vlorë   | 1 - 0      | Tirana              |          |
| 1961                                                                     | KF Partizan Tirana    | KS Besa Kavajë        | 1 - 0      | Kavajë              |          |
| 1961                                                                     | KF Partizan Tirana    | KS Besa Kavajë        | 1 - 1      | Tirana              |          |
| pas de Coupe en 1962                                                     |                       |                       |            |                     |          |
| 31 mars 1963                                                             | KS 17 Nëntori Tirana  | KS Besa Kavajë        | 2 - 3      | Tirana              |          |
| 7 avril 1963                                                             | KS 17 Nëntori Tirana  | KS Besa Kavajë        | 1 - 0      | Kavajë              | 5 - 3 ** |
| 1964                                                                     | KF Partizan Tirana    | KS Tomori Berat       | 3 - 0      | Tirana              |          |
| 1965                                                                     | KS Vllaznia Shkodër   | Skënderbeu Korçë      | 1 - 0      | Tirana              |          |
| 6 mars 1966                                                              | KF Partizan Tirana    | KS Vllaznia Shkodër   | 2 - 1      | Shkodër             |          |
| 13 mars 1966                                                             | KF Partizan Tirana    | KS Vllaznia Shkodër   | 4 - 3      | Tirana              |          |
| pas de Coupe en 1967                                                     |                       |                       |            |                     |          |
| 1968                                                                     | KF Partizan Tirana    | KS Vllaznia Shkodër   | 4 - 1      | Tirana              |          |
| pas de Coupe en 1969                                                     |                       |                       |            |                     |          |
| 8 mars 1970                                                              | KF Partizan Tirana    | KS Vllaznia Shkodër   | 4 - 0      | Tirana              |          |
| 15 mars 1970                                                             | KF Partizan Tirana    | KS Vllaznia Shkodër   | 0 - 1      | Shkodër             |          |
| 1971                                                                     | KS Dinamo Tirana      | KS Besa Kavajë        | 2 - 0      | Tirana              |          |
| 23 avril 1972                                                            | KS Vllaznia Shkodër   | KS Besa Kavajë        | 0 - 2      | Kavajë              |          |
| 1er mai 1972                                                             | KS Vllaznia Shkodër   | KS Besa Kavajë        | 2 - 0      | Shkodër             | 5 - 3 ** |
| 9 juin 1973                                                              | KF Partizan Tirana    | KS Dinamo Tirana      | 1 - 0      | Tirana              |          |
| 10 mars 1974                                                             | KS Dinamo Tirana      | KF Partizan Tirana    | 1 - 0      | Tirana              |          |
| 9 mars 1975                                                              | KS Elbasani           | KS Lokomotiva Durrës  | 1 - 0      | Durrës              |          |
| 16 mars 1975                                                             | KS Elbasani           | KS Lokomotiva Durrës  | 1 - 0      | Elbasan             |          |
| 14 mars 1976                                                             | KS 17 Nëntori Tirana  | Skënderbeu Korçë      | 3 - 1      | Tirana              |          |
| 21 mars 1976                                                             | KS 17 Nëntori Tirana  | Skënderbeu Korçë      | 1 - 0      | Korçë               |          |
| 9 janvier 1977                                                           | KS 17 Nëntori Tirana  | KS Dinamo Tirana      | 1 - 2      | Tirana (Dinamo)     |          |
| 16 janvier 1977                                                          | KS 17 Nëntori Tirana  | KS Dinamo Tirana      | 2 - 1      | Tirana (17 Nëntori) | 8 - 7 ** |
| 1978                                                                     | KS Dinamo Tirana      | KS Lushnja            | 1 - 0      | Tirana              |          |
| 1978                                                                     | KS Dinamo Tirana      | KS Lushnja            | 0 - 0      | Lushnja             |          |
| 11 février 1979                                                          | KS Vllaznia Shkodër   | KS Dinamo Tirana      | 1 - 1      | Tirana              |          |
| 18 février 1979                                                          | KS Vllaznia Shkodër   | KS Dinamo Tirana      | 2 - 1      | Shkodër             | ***      |
| 20 février 1980                                                          | KF Partizan Tirana    | KS Elbasani           | 1 - 1      | Elbasan             |          |
| 24 février 1980                                                          | KF Partizan Tirana    | KS Elbasani           | 1 - 0      | Tirana              |          |
| 10 juin 1981                                                             | KS Vllaznia Shkodër   | KS Besa Kavajë        | 1 - 2      | Kavajë              |          |
| 14 juin 1981                                                             | KS Vllaznia Shkodër   | KS Besa Kavajë        | 5 - 1      | Elbasan             |          |
| 30 mai 1982                                                              | KS Dinamo Tirana      | KS 17 Nëntori Tirana  | 2 - 3      | Tirana (17 Nëntori) |          |
| 6 juin 1982                                                              | KS Dinamo Tirana      | KS 17 Nëntori Tirana  | 1 - 0      | Tirana (Dinamo)     | ****     |
| 3 février 1983                                                           | KS 17 Nëntori Tirana  | KS Flamurtari Vlorë   | 1 - 0      | Tirana              |          |
| 10 juin 1984                                                             | KS 17 Nëntori Tirana  | KS Flamurtari Vlorë   | 2 - 1      | Shkodër             |          |
| 8 février 1985                                                           | KS Flamurtari Vlorë   | KF Partizan Tirana    | 2 - 1      | Elbasan             |          |
| 1er juin 1986                                                            | KS 17 Nëntori Tirana  | KS Vllaznia Shkodër   | 3 - 1      | Tirana              |          |
| 7 juin 1987                                                              | KS Vllaznia Shkodër   | KS Flamurtari Vlorë   | 3 - 0      | Shkodër             |          |
| 14 juin 1987                                                             | KS Vllaznia Shkodër   | KS Flamurtari Vlorë   | 1 - 3      | Vlorë               |          |
| 9 juin 1988                                                              | KS Flamurtari Vlorë   | KF Partizan Tirana    | 1 - 0      | Shkodër             |          |
| 31 mai 1989                                                              | KS Dinamo Tirana      | KF Partizan Tirana    | 0 - 0      | Tirana              | ***      |
| 2 juin 1989                                                              | KS Dinamo Tirana      | KF Partizan Tirana    | 3 - 1      | Tirana              | *****    |
| 6 juin 1990                                                              | KS Dinamo Tirana      | KS Flamurtari Vlorë   | 1 - 1      | Durrës              | 4 - 2 ** |
| 15 juin 1991                                                             | KF Partizan Tirana    | KS Flamurtari Vlorë   | 1 - 1      | Tirana              | 4 - 3 ** |
| 7 juin 1992                                                              | KS Elbasani           | KS Besa Kavajë        | 2 - 1      | Tirana              |          |
| 19 mai 1993                                                              | KF Partizan Tirana    | KS Albpetrol Patos    | 1 - 0      | Durrës              |          |
| 21 mai 1994                                                              | SK Tirana             | KS Teuta Durrës       | 0 - 0      | Durrës              |          |
| 28 mai 1994                                                              | SK Tirana             | KS Teuta Durrës       | 1 - 0      | Tirana              |          |
| 31 mai 1995                                                              | KS Teuta Durrës       | SK Tirana             | 0 - 0      | Tirana              | 4 - 3 ** |
| 15 mai 1996                                                              | SK Tirana             | KS Flamurtari Vlorë   | 1 - 1      | Tirana              | 4 - 3 ** |
| 3 mai 1997                                                               | KF Partizan Tirana    | KS Flamurtari Vlorë   | 2 - 2      | Tirana              | 4 - 3 ** |
| 6 juin 1998                                                              | KF Apolonia Fier      | KS Lushnja            | 1 - 0      | Tirana              |          |
| 22 mai 1999                                                              | SK Tirana             | KS Vllaznia Shkodër   | 0 - 0      | Tirana              | 3 - 0 ** |
| 6 mai 2000                                                               | KS Teuta Durrës       | KS Lushnja            | 0 - 0      | Tirana              | 5 - 4 ** |
| 26 mai 2001                                                              | SK Tirana             | KS Teuta Durrës       | 5 - 0      | Tirana              |          |
| 1er juin 2002                                                            | SK Tirana             | KS Dinamo Tirana      | 1 - 0      | Tirana              |          |
| 31 mai 2003                                                              | KS Dinamo Tirana      | KS Teuta Durrës       | 1 - 0      | Tirana              |          |
| 19 mai 2004                                                              | KF Partizan Tirana    | KS Dinamo Tirana      | 1 - 0      | Tirana              |          |
| 11 mai 2005                                                              | KS Teuta Durrës       | SK Tirana             | 0 - 0      | Tirana              | 6 - 5 ** |
| 10 mai 2006                                                              | KF Tirana             | KS Vllaznia Shkodër   | 1 - 0      | Lushnja             |          |
| 16 mai 2007                                                              | KS Besa Kavajë        | KS Teuta Durrës       | 3 - 2      |                     |          |
| 7 mai 2008                                                               | KS Vllaznia Shkodër   | SK Tirana             | 2 - 0      | Elbasan             |          |
| 6 mai 2009                                                               | KS Flamurtari Vlorë   | KF Tirana             | 2 - 1      | Durrës              |          |
| 9 mai 2010                                                               | KS Besa Kavajë        | KS Vllaznia Shkodër   | 2 - 1      | Tirana              | ***      |
| 22 mai 2011                                                              | KF Tirana             | FK Dinamo Tirana      | 1 - 1      | Durrës              | 4 - 3 ** |
| 17 mai 2012                                                              | KF Tirana             | Skënderbeu Korçë      | 1 - 0      | Tirana              | ***      |
| 17 mai 2013                                                              | KF Laç                | KS Bylis Ballshi      | 1 - 0      | Tirana              | ***      |
| 18 mai 2014                                                              | KS Flamurtari Vlorë   | FK Kukës              | 1 - 0      | Tirana              |          |
| 29 mai 2015                                                              | KF Laç                | FK Kukës              | 2 - 1      | Tirana              |          |
| 22 mai 2016                                                              | FK Kukës              | KF Laçi               | 2 - 2      | Tirana              | 5 - 3 ** |
| 31 mai 2017                                                              | KF Tirana             | Skënderbeu Korçë      | 3 - 1 (ap) | Elbasan Arena       | ***      |
| 27 mai 2018                                                              | Skënderbeu Korçë      | KF Laçi               | 1 - 0      | Elbasan Arena       |          |
| 2 juin 2019                                                              | FK Kukës              | KF Tirana             | 2 - 1      | Elbasan Arena       |          |
| 2 août 2020                                                              | KF Teuta Durrës       | KF Tirana             | 2 - 0      | Air Albania Stadium |          |
| 31 mai 2021                                                              | KF Vllaznia Shkodër   | KF Skënderbeu Korçë   | 1 - 0      | Air Albania Stadium |          |
| 31 mai 2022                                                              | KF Vllaznia Shkodër   | KF Laçi               | 2 - 1 (ap) | Air Albania Stadium | ***      |
| 1er juin 2023                                                            | KF Egnatia Rrogozhinë | KF Tirana             | 1 - 0 (ap) | Air Albania Stadium | ***      |
| 14 mai 2024                                                              | KF Egnatia Rrogozhinë | FK Kukës              | 1 - 0      | Air Albania Stadium |          |
| 1er mai 2025                                                             | FK Dinamo Tirana      | KF Egnatia Rrogozhinë | 1 - 1 (ap) | Elbasan Arena       | 5 - 4 ** |

 *  - coupe disputée sus la forme d'un mini-championnat

 **  - aux tirs au but

 ***  - après prolongation

 ****  - aux buts à l'extérieur

 *****  - match rejoué

### Bilan
| Club                  | Victoires | Années                                                                                         |
| KF Tirana             | 16        | 1939, 1963, 1976, 1977, 1983, 1984, 1986, 1994, 1996, 1999, 2001, 2002, 2006, 2011, 2012, 2017 |
| KF Partizan Tirana    | 15        | 1948, 1949, 1957, 1958, 1961, 1964, 1966, 1968, 1970, 1973, 1980, 1991, 1993, 1997, 2004       |
| KS Dinamo Tirana      | 14        | 1950, 1951, 1952, 1953, 1954, 1960, 1971, 1974, 1978, 1982, 1989, 1990, 2003, 2025             |
| KF Vllaznia Shkodër   | 8         | 1965, 1972, 1979, 1981, 1987, 2008, 2021, 2022                                                 |
| KS Flamurtari Vlorë   | 4         | 1985, 1988, 2009, 2014                                                                         |
| KF Teuta Durrës       | 4         | 1995, 2000, 2005, 2020                                                                         |
| KS Elbasani           | 2         | 1975, 1992                                                                                     |
| KS Besa Kavajë        | 2         | 2007, 2010                                                                                     |
| KF Laçi               | 2         | 2013, 2015                                                                                     |
| KF Egnatia Rrogozhinë | 2         | 2023, 2024                                                                                     |
| KF Apolonia Fier      | 1         | 1998                                                                                           |
| KF Skënderbeu Korçë   | 1         | 2018                                                                                           |